# チョウチンアンコウ亜目
チョウチンアンコウ亜目 (Ceratioidei)は、アンコウ目に所属する魚類の分類群の一つ。アンコウ目には本亜目を含めた4亜目が分類される。ほとんどが体長8cmに満たない小型種で、外洋の深海（特に水深1,000 - 3,000mの漸深層）を漂泳し、誘引突起（イリシウム）と発光器を利用して餌を捕食する。雄は雌より極端に小さく、雌に噛みついて付着すると、組織が融合して雌の一部となる。

## 分類
1912年に英国の魚類学者であるチャールズ・テート・リーガンによってアンコウ目の一分類群とされ、当時はガマアンコウ目も含んでいた。アンコウ目の中ではアカグツ亜目と近縁である。Nelson(2016)の体系において、アカグツ亜目チョウチンアンコウ上科から独自の亜目 Ceratioidei として独立した。

## 下位分類
11科35属約160種で構成される。
- ヒレナガチョウチンアンコウ科 Caulophrynidae Goode & Bean, 1896 (Fanfins)
- キバアンコウ科 Neoceratiidae Regan, 1926 (Spiny seadevils)
- クロアンコウ科 Melanocetidae Gill, 1878 (Black seadevils)
- チョウチンアンコウ科 Himantolophidae Gill, 1861 (Footballfishes)
- フタツザオチョウチンアンコウ科 Diceratiidae Regan & Trewavas, 1932 (Double anglers)
- ユメアンコウ科 Oneirodidae Gill, 1878 (Dreamers)
- タウマティクテュス科 Thaumatichthyidae Smith & Radcliffe, 1912 (Wolftrap anglers)
- ザラアンコウ科 Centrophrynidae Bertelsen, 1951 (Prickly seadevils)
- ミツクリエナガチョウチンアンコウ科 Ceratiidae Gill, 1861 (Warty seadevils)
- シダアンコウ科 Gigantactinidae Boulenger, 1904 (Whipnose anglers)
- オニアンコウ科 Linophrynidae Regan, 1925 (Leftvents)